# Ommata longipennis
Ommata longipennis là một loài bọ cánh cứng trong họ Cerambycidae.